# Butterfly (sløjfe)
 For alternative betydninger, se Butterfly. (Se også artikler, som begynder med Butterfly)
En butterfly eller sløjfe er en beklædningsgenstand: et smalt stykke stof om halsen bundet i en sløjfe, som bæres sammen med en skjorte ligesom et slips.
Der findes overordnet tre typer butterflys; selvbinder, forbundet og clip-on.
Til white tie (kjole og hvidt) bæres en hvid butterfly i piquévævet bomuldsstof, mens der til black tie (smoking) bæres en sort butterfly, typisk af silke. De kan dog også være fremstillet af bomuld, uld, polyester eller mere eksotiske materialer som træ og fjer. Ligesom slips kan de være ensfarvede eller have forskellige mønstre.
I den folkelige opfattelse blive butterflyen ofte associeret med særlige professioner som arkitekter, inkassatorer, advokater, universitetsprofessorer, lærere, tjenere og politkere.

## Historie
Beau Brummell genskabte den før 1840. Honoré de Balzac skrev om slipsenes betydning i Traité de la Cravate (1830). Udformningen af skjortekraverne gjorde båndene tyndere og smallere.